# La Presa, Durango
La Presa är en ort i Mexiko.   Den ligger i kommunen Tamazula och delstaten Durango, i den centrala delen av landet, 900 km nordväst om huvudstaden Mexico City. La Presa ligger 373 meter över havet och antalet invånare är 344.
Terrängen runt La Presa är huvudsakligen kuperad, men österut är den bergig. La Presa ligger nere i en dal. Runt La Presa är det mycket glesbefolkat, med 5 invånare per kvadratkilometer. Närmaste större samhälle är Los Remedios, 10,9 km söder om La Presa. I omgivningarna runt La Presa växer huvudsakligen savannskog.